# Mikłasze
Mikłasze (dodatkowa nazwa w języku białoruskim Mіклашы) – wieś w Polsce położona w województwie podlaskim, w powiecie bielskim, w gminie Orla.  Leży nad Orlanką dopływem Narwi.
Wieś jest siedzibą sołectwa Mikłasze w którego skład wchodzi również miejscowość Antonowo-Kolonia.
Według Pierwszego Powszechnego Spisu Ludności, przeprowadzonego w 1921 r., wieś Mikłasze liczyła 81 mieszkańców (40 kobiet i 41 mężczyzn) zamieszkałych w 14 domach. Wszyscy ówcześni mieszkańcy miejscowości zadeklarowali białoruską przynależność narodową oraz wyznanie prawosławne.
W latach 1975–1998 miejscowość administracyjnie należała do województwa białostockiego.
Prawosławni mieszkańcy wsi należą do parafii św. Michała Archanioła w Orli, a wierni kościoła rzymskokatolickiego do parafii Najświętszej Opatrzności Bożej w Bielsku Podlaskim.

Krzyże przydrożne w Mikłaszach
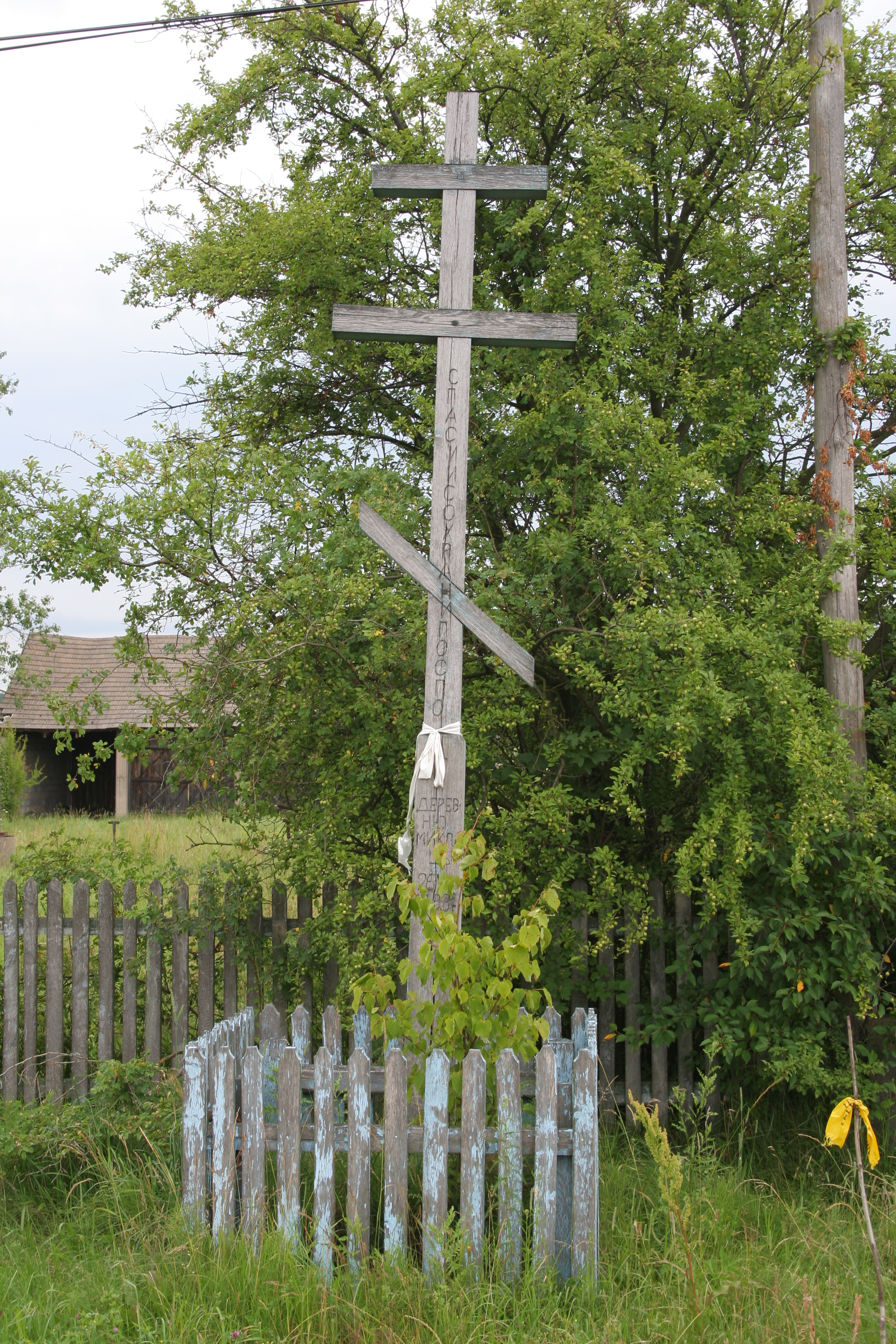
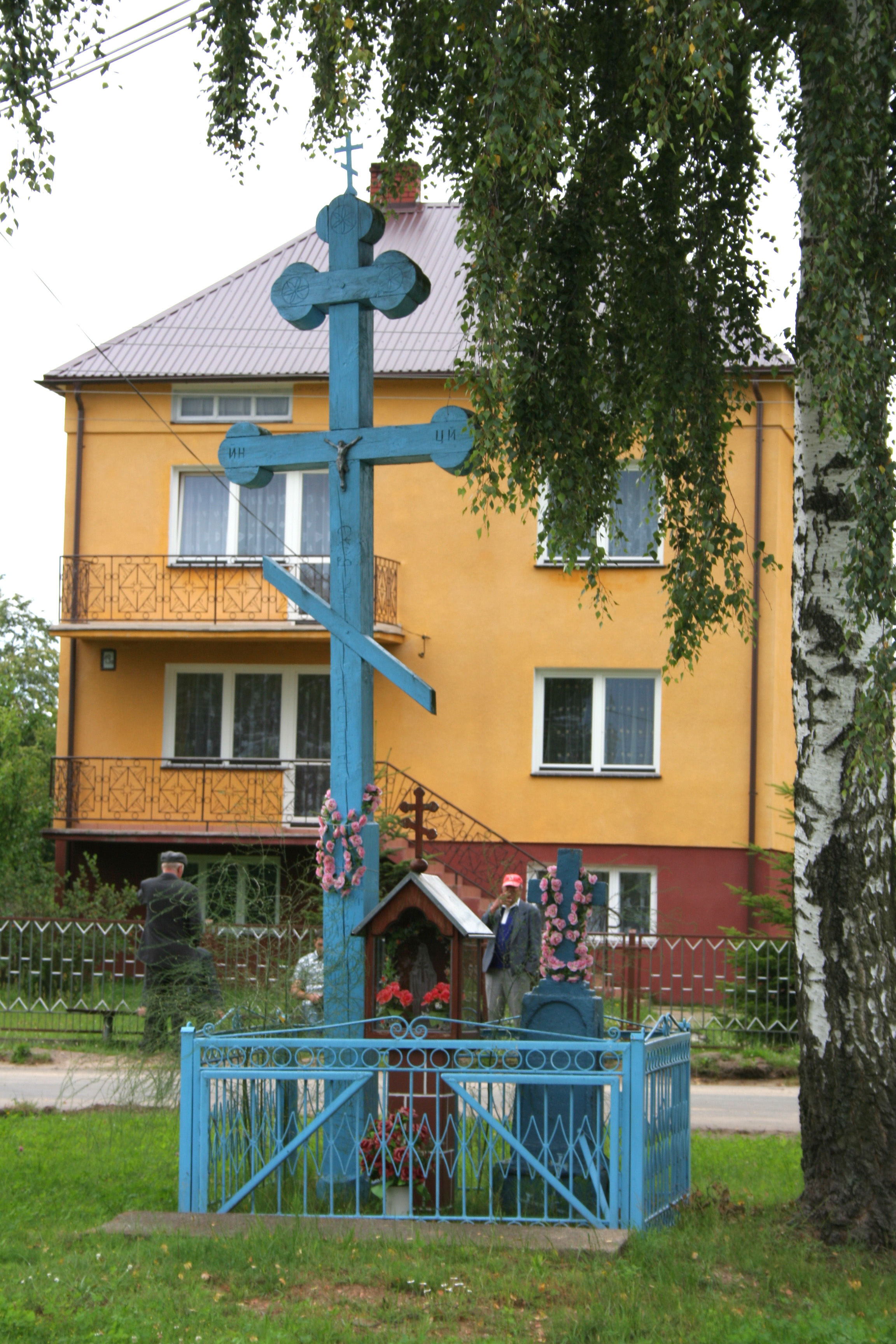

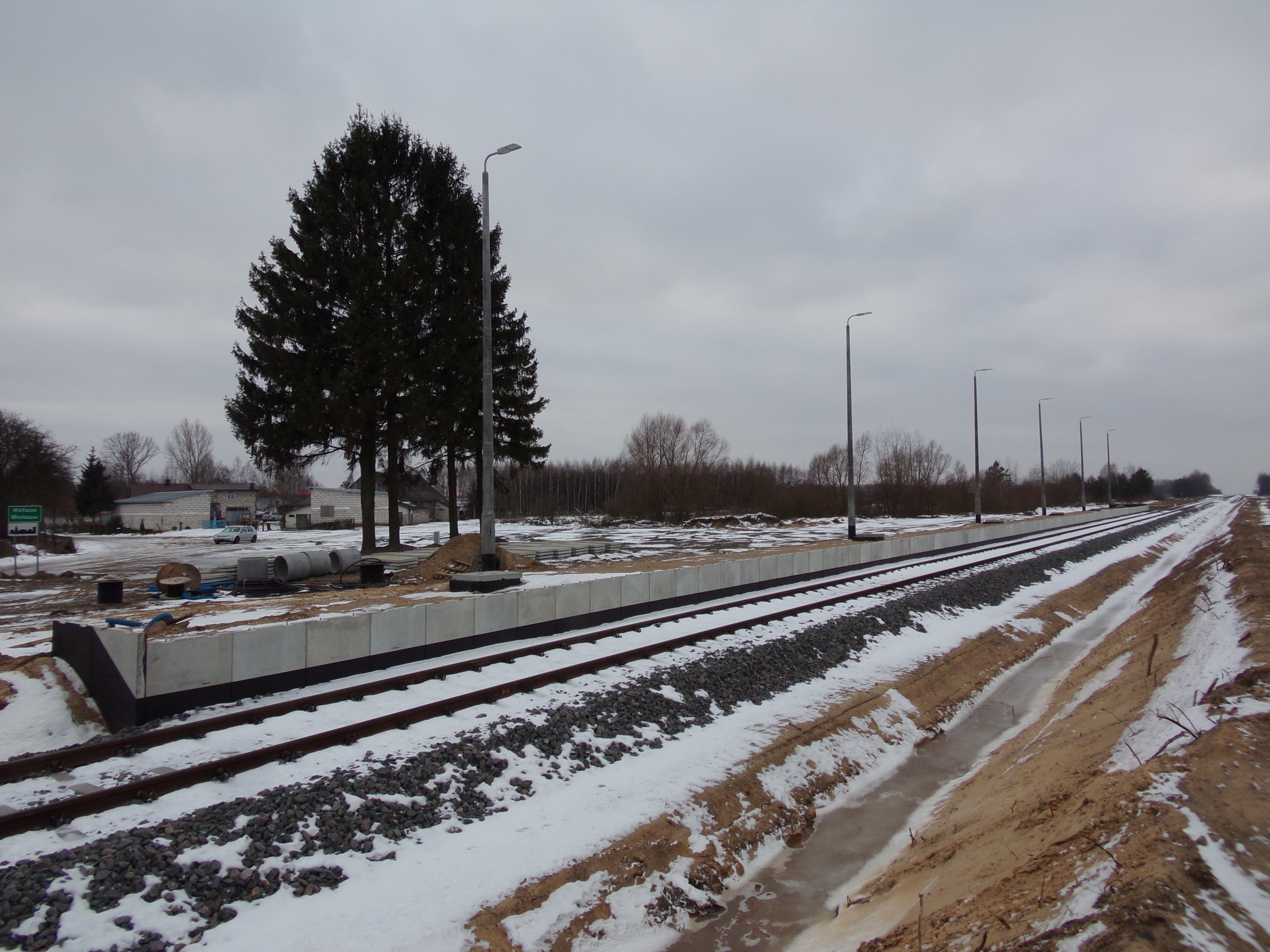
Przystanek osobowy Mikłasze w trakcie budowy

Na skraju miejscowości na linii kolejowej nr 52  jest przystanek Mikłasze.